# Daniel Gráč
Daniel Gráč (15. března 1943, Horné Ozorovce – 30. ledna 2008 Horné Ozorovce) byl slovenský cyklista a československý reprezentant.
Byl členem Dukly Brno. V cyklokrosu získal stříbro a bronz na mistrovství republiky. V silniční a dráhové cyklistice se stal několikrát mistrem republiky a držitelem národních rekordů.
Na LOH v Tokiu 1964 obsadil v silničním závodě s hromadným startem 22 místo. V Závodě míru v roce 1967 odsadil s reprezentačním družstvem 3 místo. Od roku 1970 trénoval cyklisty v Dukle Trenčín a několik let byl ústředním trenérem československého cyklistického svazu.